# Il Rinnovamento: trimestrale della Fondazione Giorgio Amendola
Il Rinnovamento: trimestrale della Fondazione Giorgio Amendola fu un periodico italiano a cadenza trimestrale. La prima pubblicazione risale al 1984, mentre l'ultima pubblicazione risale al 1993.

## Storia
Il periodico della Fondazione Giorgio Amendola nasce con lo scopo di far dialogare cultura e lavoro, Università e Aziende, richiamandosi all’insegnamento di Giorgio Amendola secondo il quale l’emancipazione del mondo del lavoro avviene attraverso lo studio, l’impegno e la solidarietà. All’interno del giornale trovano spazio i problemi concreti del mondo del lavoro, i problemi degli operai, dei tecnici e dei dirigenti; ma anche le riflessioni disciplinari e la ricerca: si parte dall’osservazione della realtà quotidiana per arrivare a individuare le ragioni più profonde dei meccanismi del reale. Il contesto preso in esame è specialmente quello torinese e piemontese.